# Den svensk-russiske meridianbue-ekspedition
Den svensk-russiske meridianbue-ekspedition var en flerårig videnskabelig forskningsekspedition til Svalbard i årene 1899 til 1902. Ekspeditionen gennemførte meridianbuemålinger for at studere jordens krumning og form nær ved Nordpolen og udførte samtidig en række andre undersøgelser. Ekspeditionen tog også de første fotografier af nordlyset i arktiske områder.

## Baggrund
I 1500-tallet havde man allerede bevist, at jorden var rund, dog hævdede Isaac Newton i 1600-tallet, at jorden på grund af sin rotation burde være noget sammenpresset ved polerne. Datidens videnskab gav forskere mulighed for at udforske jordklodens form og størrelse, og forskere fra Tyskland, England og Frankrig gennemførte målinger i Nord- og Sydamerika frem til 1800-tallet. Fra 1816 til 1852 gennemførtes målinger af Struves meridianbue, hvor astronomen Friedrich Georg Wilhelm von Struve beregnede jordens størrelse og form ved hjælp af triangulering. Denne måling strakte sig imidlertid kun til Fuglenæs i Nordnorge. Hvis jorden var sammentrykket, burde meridianbuen vise en mindre krumning nærmere ved Nordpolen.
Flere videnskabsmænd, deriblandt astronomen Georg Lindhagen, foreslog, at man også burde udføre målinger nord for Hammerfest, nemlig på Svalbard, da man der kunne måle yderligere 4 meridiangrader og dermed bedre kunne beregne jordens krumning ved polerne.

## Forberedelser
Sverige og Rusland besluttede på grund af de høje omkostninger, at gennemføre et fælles projekt . Efter, at projektet var blevet godkendt af de svenske og norske regeringer, blev der etableret særskilte komitéer og den svenske riksdagen og den russiske regering bevilgede til sidst de nødvendige midler til ekspeditionen. Ekspeditionen blev organiseret af Kungliga Vetenskapsakademien og Det russiske videnskabsakademi.
Storhertug Konstantin, leder for den russiske komité, og Struve, leder for Pulkovo-observatoriet, rejste derefter til Stockholm for at aftale den fælles planlægning. Den svenske komité blev ledet af kronprins Gustav og bestod blandt andre af Nils Selander, leder af Stockholms observatorium, og Christopher Hansteen, leder af Kristianias observatorium. Det blev bestemt, at ekspeditionen foruden meridianmålinger også skulle udføre magnetiske, meteorologiske, topografiske og geologiske undersøgelser samt observationer af nordlyset.
Udrustningen blev skaffet til veje fra hele Europa, og marinefartøjer blev benyttede på rejsen til Svalbard.
Den forberedende rejse i 1898 blev i sin helhed finansieret af svenskeren Gösta Mittag-Leffler.

### Personale
Ekspeditionens medlemmer varierede i løbet af de fem sommersæsoner, som ekspeditionen varede.
- Den svensk-norske afdeling blev ledet af Jäderin. Blandt medlemmerne fandtes blandt andre[4][6][8][9][10][5][11]:
  - E. Jäderin, geodæt
  - H. G. Backlund, geolog og mineralog
  - H.C. Andersen Frænkel, ingeniør
  - V. Carlheim-Gyllensköld, fysiker
  - Gerard Jacob de Geer, geolog og fotograf
  - H. Hanssen, hundeslædefører
  - N. C. Ringertz, militær og fotograf
  - T. S. Rubin, geodæt
  - J. Westman, meteorolog og geofysiker
  - T. Wulff, botaniker og etnograf

- Den russiske afdeling blev ledet af Tjernysjov. Blandt medlemmerne var:
  - F. Tjernysjov, geolog
  - D. D. Sergievskij, geolog
  - J. Sykor, astronom og fotograf
  - A. Bunge, læge
  - A. P. Ganskij, astronom

## Ekspedition

### 1898
Denne ekspedition under ledelse af Jäderin udførte en del forberedende arbejder.
På ekspeditionen foretog Carlheim-Gyllensköld i første række observationer af nordlyset, men udførte også geologiske målinger, deriblandt beregnede han i juli breddegraden for Parryøya.

### 1899–1900
Denne ekspedition udgjorde hoveddelen i meridianmålingsarbejdet og øvrige forskning, og den svensk-norske del blev også denne gang ledet af Jäderin.
Den 16. maj 1899 forlod fartøjet HMS "Svensksund" under kaptajn H.W. Hamilton havnen i Karlskrona mod Stockholm, hvor ekspeditionen gik om bord. De sidste fartøjer gik fra Stockholm den 10. juni. Siden gik færden via København, Trondheim og Tromsø, hvor man mødte de russiske fartøjer. Den 25. juni forlod hele konvojen på fem fartøjer Tromsø med kurs mod Svalbard.
Fremme ved Spitsbergen krydsede man forbi Advent Bay, Danskøya, Nordøyene, Red Bay, Magdalena Bay, South Gatt, Liefde Bay, Wood Bay og Wiedje Bay til fartøjet den 20. juli ankrede op ved Crozierpynten ved Treurenburgbukten (Sorgfjorden) i Hinlopenstretets sydøstlige del. Det blev besluttet at etablere den svenske ekspeditions overvintringsplads her. Fartøjet vendte derefter tilbage til Karlskrona, hvortil det ankom den 13. oktober.
Den russiske afdeling forlod Rusland om bord på fartøjet "Bakan". Ved ankomsten til Spitsbergen blev overvintringspladsen anlagt ved Konstantinovka på Gåshamna ved Hornsund. På denne rejse fulgte de Geer med den russiske ekspedition.
Begge overvintringsstationer bestod af flere bygninger til forskningsformål, forsyninger og indlogering.
Meridianmålingerne blev udførte ved triangulering af punkter på forkellige fjeldtoppe, som udgjorde en kæde. Hvis et meridiansegment ved et punkt på breddegraden var længere end det modsvarende punkt længere sydpå ville det bevise, at krumningen formindskedes mod Nordpolen. Målepunkterne strakte sig i en lige linje fra Vesle Tavleøya i Sjuøyane og sydover til Keilhaufjellet i Sørkapp Land og omfattede over 4 breddegrader.
Den svenske afdeling var ansvarlig for målingerne i den nordlige del af området og den russiske afdeling for den sydlige del. Da svenskerne i august opsatte en 3,5 m høj varde på Chydeniusfjella på det nordlige Spitsbergen, kunne russerne se denne fra sin meteorologiske observationsstation ved Kapp Lee på Edgeøya. Det skulle imidlertid vare i yderligere to år, før alle målepunkterne i kæden var færdige.
Den 8. maj 1900 forlod HMS "Svensksund" under kaptajn (transport) M. von Krusenstierna igen Karlskrona og ankom til Spitsbergen i juli for at hente den svenske ekspedition. De var tilbage i Stockholm den 6. oktober.
Ekspeditionens opgave skulle have været fuldført på denne rejse, men vanskelige vejrforhold, især i Hinlopenstretet, forsinkede forskningsarbejdet og yderligere ekspeditioner var nødvendige for at færdiggøre målingerne.

### 1901–1902
Denne ekspedition foretog kompletterende meridianmålinger og bestod også denne gang af russiske og svenske forskere. Den svenske afdeling rejste med fartøjet "Antarctic" og blev denne gang ledet af de Geer. Fartøjet var modvilligt blevet udlejet af Otto Nordenskjöld.
De russiske målinger blev fuldført i 1901. Ekspeditionen blev gennemført i løbet af sommersæsonen og kom tilbage til Stockholm den 20. september.
I 1902 afgik yderligere en svensk ekspedition under ledelse af Rubin, som nu kunne fuldføre målingerne i løbet af sommeren.

## Resultat
Ekspeditionen gennemførte de første omfattende studier af nordlyset i arktiske egne, hvilket gav ny indsigt i fænomenet, samtidig tog fotograferne Josef Sykora og Jonas Westman de første fotografier i Arktis af naturfænomenet.
De indsamlede data blev bearbejdet i flere år, og resultaterne blev offentliggjort af flere omgange. Målingerne beviste, at jorden ikke er helt rund, men sammenpresset ved polerne.
Ekspeditionen kortlagde også store dele af Spitsbergens hidtil ukendte indre.
Ringertz og de Geers fotografier blev desuden et stort arkiv af billeder, som dannede grundlag for senere forskning.
Medier i hele verden rapporterede om den flernationale arktiske ekspeditions fremgang, arbejde og vanskeligheder.
Den svenske regering belønnede de russiske forskere med Nordstjerneordenen, og Mittag-Leffler blev belønnet med den russiske Stanislavorden